# Gore (Éthiopie)
Pour les articles homonymes, voir Gore.
Gore est une ville de l'ouest de l'Éthiopie située dans la zone Illubabor de la région Oromia. Capitale de la province d'Illubabor jusqu'aux années 1970, elle se développe moins rapidement que sa voisine Metu et n'a qu'un peu plus de 9 000 habitants en 2007.
Gore se trouve à plus de 2 000 m d'altitude, environ 600 km à l'ouest d'Addis-Abeba et une vingtaine de kilomètres au sud de Metu.
Elle cède son rang de capitale de province à Metu en 1978[réf. souhaitée] et n'est plus  que la capitale administrative d'un awraja lors de la réorganisation du pays en régions en 1995.
Elle reste le chef-lieu du woreda Ale dans la zone Illubabor de la région Oromia et compte 9 048 habitants au recensement national de 2007.
Elle est desservie par l'aéroport de Gore (en).